# (49448) Macocha
(49448) Macocha (1998 YJ12) – planetoida z pasa głównego asteroid okrążająca Słońce w ciągu 4,06 lat w średniej odległości 2,54 j.a. Odkryta 21 grudnia 1998 roku.